# 伊爾瑪瑞
伊爾瑪瑞（Ilmarë），是英國作家約翰·羅納德·鲁埃爾·托爾金的史詩式奇幻小說《精靈寶鑽》中的人物。邁雅之首，她是瓦爾妲的婢女。
在托爾金早期的版本（可見於《失落的傳說之書》）當中，伊爾瑪瑞的名字是Erinti，且為曼威和瓦爾妲的女兒。